# 自転車協会認証
自転車協会認証（じてんしゃきょうかいにんしょう、Bicycle Association (Japan) Approved、略称BAA）は、社団法人自転車協会（現：一般社団法人自転車協会）が制定した日本の自転車安全基準である。一般用自転車を対象としたBAAは、2004年9月から実施された。2007年10月から、スポーツ自転車を対象としたスポーツBAA（略称SBAA）が導入された。

## 概要
BAAは、自転車の品質低下による事故を防ぎ、また「安全で長持ちする自転車」を目指し、安全性の向上と廃棄・放置自転車による環境への悪影響を防ぐことを目的とし、日本工業規格をベースにドイツ規格 (DIN) の安全基準を加えたものである。ねじ・ペダル・ブレーキ・制動性能・にぎり・照明・車輪・どろよけ・前ホーク・駆動部・ハンドル・リフレックスリフレクタ・フレームの各部について設けた基準以上の性能になるように制定し、適合車にはフレームに対しマークを貼る。
スポーツBAAは、スポーツ用自転車全般をカバーする安全基準がなかったことから設けられたもので、自転車協会による「スポーツ用自転車安全基準」に適合した自転車（完成車）に製造者・輸入者がマークを貼る。この基準は2007年1月に発効したBS-EN規格を基にして、日本の事情に合わせて制定された。同時にスポーツ用自転車の安全性は販売者の技量に負うところが大きいとして、販売者の技量を認定するスポーツBAAプラスという資格制度も設けられた。

## 対象車種

### BAA
- スポーツ車（マウンテンバイク類形車を除く）
- マウンテンバイク類形車
- シティ車
- 折りたたみ自転車
- 幼児車
- 幼児2人同乗用自転車
- その他（電動アシスト自転車など。ただし三輪車などの特殊車は除く）

### SBAA
- タウンスポーツ車 - BS-EN規格の「シティー・トレッキング車」
  - スポーツ車
  - クロスバイク
  - 小径スポーツ車
  - ツーリング車
  - マウンテンバイク類形車
- マウンテンバイク
- レーシング車
  - ロードレーサー
  - トライアスロンバイク

## コマーシャルモデル
- 長澤奈央
- AKB48
- 松岡修造
- 田中史朗